# Knut Cassel
Knut Cassel, född 23 december 1821 i Stockholm, död 31 juli 1895 i Askersunds socken, var en svensk lantbrukare och riksdagsman.

## Biografi
Knut Cassel var student vid Uppsala universitet 1841 och avlade juridisk filosofisk examen där 1843. Han tjänstgjorde därefter en kortare tid i Finansdepartementet. År 1860 inköpte han det i Närke belägna Stjärnsund jämte Edö gods av prins August och utvecklade jordbruket där och skaffade bland annat en känd ladugårdsbesättning – en korsning av Ayrshire- och korthornsraserna. 
Cassel, som flera år tillhörde Örebro läns landsting, var 1867–1868 och 1872–1878 ledamot av Första kammaren och han hade 1875–1878 plats i bevillningsutskottet. I ekonomiskt hänseende var Cassel frihandlare. År 1885 blev han ledamot av Lantbruksakademien. Han var gift med Elisabet Schwan Samt far till juristen Edvard Cassel, godsägaren Albert Cassel och militären Fredric Cassel. Han avled på Stjärnsund 1895.